# Полнышево
Полнышево — Деревня в Угранском районе Смоленской области России. Входит в состав Желаньинского сельского поселения.
Население — 15 жителей (2007 год).
Расположена в юго-восточной части области в 10 км к северо-востоку от Угры, в 12 км южнее автодороги Р132 Вязьма — Калуга — Тула — Рязань, на берегу реки Угра. В 10 км западнее от деревни находится железнодорожная станция Дебрянский на линии Торжок-Брянск.

## История
Основана в середине XIX в. владельцем соседней усадьбы Желанья генералом И. С. Лутковским, во второй половине столетия принадлежала его дочери общественной деятельницы В. И. Икскуль (1850—1928, по первому мужу Глинке), с 1896 г. и в начале XX в. — помещику А. Е. Попову, затем — жене статского советника О. П. Кушелевой. При Попове здесь было хорошо организованное хозяйство, имелись конный завод и сыроварня. Деревянный одноэтажный с мезонином главный дом в 1967 г. перевезён в п. Угра и сохранился. Портрет В. И. Икскуль работы И. Е. Репина 1889 г. Архивная копия от 1 февраля 2019 на Wayback Machine находится в Государственной Третьяковской Галерее.
В годы Великой Отечественной войны деревня была оккупирована гитлеровскими войсками в октябре 1941 года, освобождена в марте 1943 года.